# Аэрохоккей
Аэрохоккей (англ. Air hockey) — игра с участием двух игроков. Цель игры — забить шайбу в ворота противника. Является популярным игровым аппаратом в торгово-развлекательных центрах.

## Оборудование
Для игры необходимы стол для аэрохоккея, две специальные биты и шайба.
Типичный стол для аэрохоккея — это большая гладкая игровая поверхность, окруженная бортиком, предотвращающим падение шайбы и бит. По краям стола расположены щели, выполняющие роль ворот. Позади ворот или под ними находятся отверстия, через которые возвращается забитая шайба. Через небольшие отверстия на игровой поверхности создаётся циркуляция воздуха (воздушная подушка), уменьшающая трение и тем самым увеличивающая скорость игры. 
В настоящее время единственные столы, утверждённые Американской Ассоциацией Аэрохоккея (USAA — United States Air-Table-Hockey Association) для турниров — восьмифутовые столы производства Dynamo. Среди утверждённых столов — Photon, Pro-Style, более старые Blue Top, Brown Top, Purple Top и Black Top с нераскрашенными бортиками. Такие столы, как HotFlash 2 с неоновой подсветкой, не разрешены для проведения соревнований, но тем не менее остаются замечательными моделями для игры и тренировки.
Бита для аэрохоккея состоит из простой ручки, прикреплённой к плоской поверхности, двигающейся в процессе игры по столу. Самые распространённые, т. н. «высокие» биты напоминают маленькие пластмассовые шляпы. Есть также другой тип бит — плоские, с более короткой рукояткой.
Шайбы для аэрохоккея представляют собой плоские диски, выполненные из пластикового материала, известного как лексан. Стандартные, одобренные Ассоциацией, шайбы — жёлтого, красного и зелёного цвета.
В соревнованиях на лицевую сторону шайбы наклеивается специальная тонкая белая бумага.
Электроника аэрохоккея управляет компрессором, который нагнетает воздух. Для подсчёта очков служат оптические датчики, а на коммерческих столах также стоят электрозамки, блокирующие после игры шайбу внутри стола. На некоторых коммерческих столах во время игры звучит музыка, подогревающая азарт игроков.

## Правила игры
Краткие правила игры, утверждённые Российской Федерацией Аэрохоккея для столов «Динамо/Dynamo».
Игрока, начинающего матч, определяют вбрасыванием шайбы или жребием. За каждую забитую в ворота противника шайбу присуждается одно очко. Выигрывает тот, кто первым наберёт семь очков. Гол засчитывается, когда шайба падает в ворота, даже если это не зафиксировано электронным устройством для подсчёта очков. Если шайба зависает в воротах под наклоном — это гол.
Отбивать шайбу игрок может, когда она находится на его половине поля, причём сделать это он должен в течение 7 секунд. Если он не отобьёт шайбу за это время, шайба достаётся противнику.
Прижимать битой шайбу к столу категорически запрещено (это очень серьёзное нарушение, так как может привести к повреждению игровой поверхности), в этом случае шайба переходит сопернику.
Игрок не может касаться шайбы чем-либо, кроме биты. За это шайба также переходит сопернику.
Если игрок останавливает шайбу рукой или чем-либо ещё, кроме биты, засчитывается нарушение и объявляется штрафной удар.
Касание шайбы, находящейся на стороне противника, тоже считается нарушением. Полностью пересекать битком центральную линию нельзя — игра останавливается и ход передаётся. Если шайба покидает пределы стола после сильного удара от чужого битка, ход передаётся защищающемуся игроку — несмотря на то, что шайба вылетела от его битка.

## Тактика игры
Очень известная тактика
«Неподвижный офицер»
или просто «Слон».
Суть этой тактики заключается в том, чтобы не отходить от ворот и прикрывать самую середину, а если же шайба полетит к краю ворот, биту можно просто сдвинуть на пару сантиметров. Эта тактика подходит только для защиты, атаковать ей не очень удобно.
Тактика: «Лучшая защита — это нападение». Суть её заключается в том, чтобы забить противника в угол резкостью удара. Все удары должны происходить очень резко и очень сильно. Но смотрите не перестарайтесь, этой тактикой можно забить не только сопернику, но и себе. Эта тактика больше подходит только для наступления, но обороняться при этой тактике очень сложно.
Тактика «Весёлый угол». Все удары проводить от бортика, когда вы бьете битком по шайбе, угол должен направляться к воротам соперника, эта тактика легка и для наступления, и для защиты, но учитывайте, что соперник не сможет выровнять с первого раза шайбу, поэтому она и к вам прилетит, соответственно, под углом.

## История
Аэрохоккей был изобретён тремя инженерами Корпорации Brunswick в Маскигоне, штат Мичиган, в конце 1960-х годов. Брэдфорд Болдуин, Филип Кроссман и Роберт Кенрик построили стол для тестирования системы циркуляции воздуха, применяющейся в других, не имеющих отношения к аэрохоккею, проектах. В свободное от работы время они играли за этим столом, используя круглую шайбу и квадратные биты. На концах стола помещались светочувствительные элементы и обычные дверные звонки, оповещавшие о голе. Затем было решено, что такая игра может понравиться широкой аудитории. Так появился аэрохоккей.
Инженер компании Brunswick Billiards Боб Лемье, фанат большого хоккея, в 1972 году организовал производство и продажу оборудования для аэрохоккея. Дело оказалось успешным, приносило солидный доход, и к середине 1970-х годов возникла потребность в организации турниров. Для установления единых правил игры в 1978 году Филипп «Фил» Арнольд создал USAA — Американскую ассоциацию аэрохоккея (United States Air-Table Hockey Association). С момента её основания Ассоциация судила как минимум один матч в масштабе страны или чемпионат мира по аэрохоккею каждый год, наградив 12 разных чемпионов за 30 лет. USAA остаётся единственной признанной во всём мире организацией по аэрохоккею, она наладила тесное сотрудничество с фирмами-производителями столов для аэрохоккея и работниками сферы рекламы. Сейчас турниры по аэрохоккею проводятся в сложившемся кругу профессиональных игроков со всего мира на базах рядом с Хьюстоном, Сан-Франциско, Лос-Анджелесом , Денвером, Чикаго, Нью-Йорком, Мэрилендом и Бостоном в США; Барселоной (Каталония) и Севильей в Испании; Санкт-Петербургом, Москвой и десятком других регионов в России; Брно в Чехии. С конца 1980-х Каракас (Венесуэла) служил центром активности. Трёхкратный чемпион мира Хосе Мора и другие финалисты родились именно там. С 1999 года, однако, активность жителей Венесуэлы резко сократилась.
25 августа 2007 года состоялся Техасский турнир, на котором присутствовали «отцы» аэрохоккея — Брэдфорд Болдуин, Филип Кроссман и Роберт Кенрик. Они впервые появились на турнире вместе со времён изобретения игры.
18 ноября 2006 г. учреждена European Air Hockey Association (EAHA), под эгидой которой прошли 1-й и 2-й чемпионаты Европы по аэрохоккею в Барселоне. В чемпионате Европы 2006 года также принимали участие игроки из США, занявшие в итоге первое и второе место. Победителем турнира по версии WTHA считается занявший третье место испанец Хосе Луис Камачо. Права на проведение 3-го чемпионата Европы были переданы WTHA (Чехия), но из-за отсутствия столов «Dynamo», турнир был проигнорирован игроками из России и Испании. Общероссийской национальной федерацией является Российская федерация аэрохоккея (РФА)/Russian Airhockey Federation (RAF), организующая чемпионаты России, Кубки России и формирующая сборную для выезда на международные турниры, к сожалению сайт РФА уже более года закрыт. Турниры в субъектах Российской Федерации проводят: Московская ассоциация аэрохоккея (МАА), Федерация аэрохоккея Пермского края (ФАПК), Федерация Аэрохоккея Санкт-Петербурга (ФАСП), Федерация аэрохоккея Великого Новгорода (ФАВН), Хабаровская лига аэрохоккея (ХЛА), Воронежская федерация аэрохоккея (ВФА), Уссурийская ассоциация аэрохоккея (УАА).

## Турниры

### Чемпионаты мира USAA
Разыгрываются Американской ассоциацией Аэрохоккея (United States Air-Table-Hockey Association) с 1978 года.
| Год  | Золото          | Серебро         | Бронза           |
| ---- | --------------- | --------------- | ---------------- |
| 1978 | Джесси Даути    | Фил Арнольд     | Рольф Мур        |
| 1979 | Джесси Даути    | Фил Арнольд     | Джо Кэмпбелл     |
| 1980 | Джесси Даути    | Фил Арнольд     | Джо Кэмпбелл     |
| 1980 | Джесси Даути    | Роберт Эрнандес | Марк Роббинс     |
| 1981 | Боб Дюбюиссон   | Пол Бергер      | Джесси Даути     |
| 1981 | Джесси Даути    | Боб Дюбюиссон   | Пол Маршалл      |
| 1982 | Джесси Даути    | Марк Роббинс    | Боб Дюбюиссон    |
| 1983 | Боб Дюбюиссон   | Джесси Даути    | Фил Арнольд      |
| 1984 | Марк Роббинс    | Роберт Эрнандес | Боб Дюбюиссон    |
| 1985 | Боб Дюбюиссон   | Роберт Эрнандес | Винс Шаппель     |
| 1985 | Боб Дюбюиссон   | Роберт Эрнандес | Марк Роббинс     |
| 1986 | Роберт Эрнандес | Боб Дюбюиссон   | Марк Роббинс     |
| 1986 | Марк Роббинс    | Боб Дюбюиссон   | Роберт Эрнандес  |
| 1987 | Роберт Эрнандес | Джесси Даути    | Фил Арнольд      |
| 1987 | Джесси Даути    | Марк Роббинс    | Роберт Эрнандес  |
| 1988 | Джесси Даути    | Боб Дюбюиссон   | Роберт Эрнандес  |
| 1988 | Джесси Даути    | Боб Дюбюиссон   | Джо Кэмпбелл     |
| 1989 | Тим Вайсман     | Боб Дюбюиссон   | Джесси Даути     |
| 1989 | Тим Вайсман     | Джесси Даути    | Роберт Эрнандес  |
| 1990 | Тим Вайсман     | Джесси Даути    | Роберт Эрнандес  |
| 1990 | Тим Вайсман     | Фил Арнольд     | Марк Роббинс     |
| 1991 | Тим Вайсман     | Марк Роббинс    | Роберт Эрнандес  |
| 1991 | Тим Вайсман     | Джесси Даути    | Альберт Ортис    |
| 1992 | Тим Вайсман     | Роберт Эрнандес | Марк Роббинс     |
| 1992 | Тим Вайсман     | Кейт Флетчер    | Винс Шаппель     |
| 1993 | Тим Вайсман     | Энди Йевиш      | Кейт Флетчер     |
| 1994 | Джон Джиральдо  | Марк Роббинс    | Тим Вайсман      |
| 1995 | Билли Стаббс    | Уил Апчерч      | Дон Джеймс       |
| 1996 | Тим Вайсман     | Уил Апчерч      | Энди Йевиш       |
| 1997 | Уил Апчерч      | Тим Вайсман     | Джесси Даути     |
| 1999 | Хосе Мора       | Педро Отеро     | Джимми Хайландер |
| 2000 | Хосе Мора       | Педро Отеро     | Тим Вайсман      |
| 2001 | Дэнни Хайнс     | Тим Вайсман     | Хосе Мора        |
| 2002 | Дэнни Хайнс     | Ихаб Шукри      | Билли Стаббс     |
| 2003 | Ихаб Шукри      | Хосе Мора       | Энди Йевиш       |
| 2004 | Дэнни Хайнс     | Энди Йевиш      | Энтони Марино    |
| 2005 | Дэнни Хайнс     | Билли Стаббс    | Энтони Марино    |
| 2006 | Дэнни Хайнс     | Уил Апчерч      | Дэвис Ли         |
| 2007 | Дэвис Ли        | Кейт Флетчер    | Ихаб Шукри       |
| 2008 | Дэнни Хайнс     | Ихаб Шукри      | Хосе Мора        |
| 2009 | Ихаб Шукри      | Дэвис Ли        | Кейт Флетчер     |
| 2010 | Дэвис Ли        | Билли Стаббс    | Энтони Марино    |
| 2011 | Дэнни Хайнс     | Ихаб Шукри      | Билли Стаббс     |
| 2011 | Дэнни Хайнс     | Ихаб Шукри      | Билли Стаббс     |
| 2012 | Билли Стаббс    | Дэнни Хайнс     | Ихаб Шукри       |
| 2012 | Билли Стаббс    | Ихаб Шукри      | Тим Вайсман      |
| 2013 | Дэнни Хайнс     | Дэвис Ли        | Педро Отеро      |
| 2014 | Билли Стаббс    | Дэвис Ли        | Дэнни Хайнс      |
| 2015 | Колин Каммингс  | Педро Отеро     | Дэнни Хайнс      |
| 2016 | Колин Каммингс  | Дэнни Хайнс     | Брайан Аккрокко  |
| 2017 | Джейкоб Вайсман | Вадим Чижевский | Колин Каммингс   |
| 2019 | Колин Каммингс  | Винсент Сауседа | Джейкоб Вайсман  |
| 2021 | Колин Каммингс  | Джейкоб Вайсман | Джейкоб Муньос   |
| 2022 | Колин Каммингс  | Джейкоб Вайсман | Марсело Гарсиа   |
| 2023 | Колин Каммингс  | Джейкоб Вайсман | Пит Липпинкотт   |

### Чемпионаты мира AHPA
| Год  | Золото         | Серебро         | Бронза          |
| ---- | -------------- | --------------- | --------------- |
| 2015 | Колин Каммингс | Билли Стаббс    | Брайан Аккрокко |
| 2016 | Колин Каммингс | Брайан Аккрокко | Дуг Ховард      |
| 2017 | Колин Каммингс | Винсент Сауседа | Брайан Аккрокко |
| 2018 | Колин Каммингс | Винсент Сауседа | Дэнни Хайнс     |
| 2019 | Колин Каммингс | Винсент Сауседа | Кейт Флетчер    |

### Чемпионаты мира WTHA
Первый Чемпионат мира под эгидой WTHA прошёл в Чехии.
Командный разряд
| Год  | Золото | Серебро | Бронза   |
| ---- | ------ | ------- | -------- |
| 2016 | Чехия  | Россия  | Словакия |
| 2024 | Чехия  | Польша  | Монголия |

Общий разряд
| Год  | Золото         | Серебро       | Бронза       |
| ---- | -------------- | ------------- | ------------ |
| 2016 | Дмитрий Павлов | Мартин Кучера | Матей Саноба |
| 2024 | Карел Ланг     | Лукаш Долежал | Ян Долежал   |

Женский разряд
| Год  | Золото              | Серебро                | Бронза              |
| ---- | ------------------- | ---------------------- | ------------------- |
| 2016 | Катерина Долежалова | Михаэла Члебанова      | Марсела Кабрдова    |
| 2024 | Лада Семова         | Нандин Хусел Барбаатар | Катерина Долежалова |

Юниорский разряд
| Год  | Золото        | Серебро       | Бронза        |
| ---- | ------------- | ------------- | ------------- |
| 2016 | Лукас Долежал | Ян Пеккала    | Ян Куси       |
| 2024 | Далибор Сем   | Марек Тесител | Чи Чанг Нгуен |

### Чемпионаты Европы EAHA
Под эгидой Европейской ассоциации аэрохоккея. Оба турнира прошли в Барселоне.
| Год              | Золото           | Серебро        | Бронза           |
| ---------------- | ---------------- | -------------- | ---------------- |
| 2006 (Личный)    | Горан Митич      | Майкл Роузен   | Хосе Луис Камачо |
| 2007 (Личный)    | Хосе Луис Камачо | Сергей Антонов | Серхио Лопес     |
| 2006 (Командный) | Испания          | Чехия          |                  |
| 2007 (Командный) | Россия           | Испания        |                  |

### Чемпионаты Европы WTHA
- 1-й, 2008[7]- Мост, Чехия
- 2-й, 2009[8] — Водзислав, Польша
- 3-й, 2010[9] — Синиша, Словакия
- 4-й, 2011[10] — Санкт-Петербург, Россия
- 5-й, 2012[11] — Водзислав, Польша
- 6-й, 2014 — Краков, Польша
- 7-й, 2018 — Синиша, Словакия
- 8-й, 2022 — Модржице, Чехия

Командный разряд
| Год  | Золото | Серебро  | Бронза   |
| ---- | ------ | -------- | -------- |
| 2008 | Чехия  | Швеция   | Украина  |
| 2009 | Россия | Чехия    | Швеция   |
| 2010 | Россия | Чехия    | Польша   |
| 2011 | Чехия  | Россия   | Швеция   |
| 2012 | Чехия  | Россия   | Польша   |
| 2014 | Чехия  | Польша   | Словакия |
| 2018 | Чехия  | Словакия | Россия   |
| 2022 | Польша | Чехия    | Украина  |

Общий разряд
| Год  | Золото            | Серебро         | Бронза            |
| ---- | ----------------- | --------------- | ----------------- |
| 2008 | Мартин Кучера     | Петр Хонса      | Далибор Кизлинк   |
| 2009 | Герман Варгин     | Алес Тичавски   | Томас Витамвас    |
| 2010 | Герман Варгин     | Юрий Кубеша     | Ян Кубечка        |
| 2011 | Алес Мара         | Ярослав Франкл  | Мартин Кучера     |
| 2012 | Герман Варгин     | Мартин Кучера   | Якуб Габко        |
| 2014 | Патрик Юхелка     | Павел Колодеш   | Якуб Дэвид        |
| 2018 | Ладислав Сустачек | Яромир Прохазка | Павел Колодеш     |
| 2022 | Лукаш Долежал     | Патрик Юхелка   | Ладислав Сустачек |

Женский разряд
| Год  | Золото            | Серебро             | Бронза             |
| ---- | ----------------- | ------------------- | ------------------ |
| 2008 | Никола Вилебова   | Вероника Тругларова | Иветта Бартошкова  |
| 2009 | Кристина Казацкая | Дениза Андрискова   | Никола Вилебова    |
| 2010 | Дениза Андрискова | Никола Вилебова     | Кристина Казацкая  |
| 2011 | Кристина Казацкая | Никола Вилебова     | Марсела Кабрдова   |
| 2012 | Дениза Андрискова | Мартина Махаткова   | Никола Вилебова    |
| 2014 | Каролина Жучинска | Вероника Грабинска  | Каролина Банас     |
| 2018 | Каролина Сладкова | Михаэла Члебанова   | Вероника Грабинска |
| 2022 | Алена Ластувкова  | Катерина Долежалова | Валентина Гриммова |

Юниорский разряд
| Год  | Золото            | Серебро           | Бронза           |
| ---- | ----------------- | ----------------- | ---------------- |
| 2008 | Макс Фалтинек     | Яромир Жривал     | Томас Флейшман   |
| 2009 | Максим Супруненко | Павел Колодей     | Яромир Жривал    |
| 2010 | Максим Супруненко | Томас Мрача       | Яромир Прохазка  |
| 2011 | Мартин Врана      | Рафал Мускала     | Томас Флейшман   |
| 2012 | Яромир Прохазка   | Лукаш Прохазка    | Патрик Юхелка    |
| 2014 | Лукаш Долежал     | Ладислав Сустачек | Матеуш Марчевски |
| 2018 | Лукаш Долежал     | Симон Кана        | Ян Куси          |
| 2022 | Ян Матушчин       | Ян Долежал        | Карел Ленг       |